# Női 10 000 méteres síkfutás a 2017-es atlétikai világbajnokságon
A 2017-es atlétikai világbajnokságon a  női 10 000 méteres síkfutás döntőjét augusztus 5-én rendezték meg a londoni Olimpiai Stadionban.
A győztes az etióp Almaz Ayana lett, aki az első pár kilométer lassúságát kihasználva lépett el a többiektől, a célba pedig majdnem egy percnyi előnnyel érkezett meg. Érdekesség, hogy csupán az első négy versenyző érkezett meg körön belül, hiszen Ayana már az ötödik helyen haladó versenyzőt is lekörözte.

## Rekordok
| Világrekord            | Világrekord | Világrekord          |
| Versenyző              | Idő         | Hely                 |
| ---------------------- | ----------- | -------------------- |
| Almaz Ayana (ETH)      | 29:17,45    | Rio de Janeiro, 2016 |
| Világbajnoki rekord    |             |                      |
| Versenyző              | Idő         | Hely                 |
| Berhane Adere (ETH)    | 30:04,18    | Párizs, 2003         |
| Címvédő                |             |                      |
| Versenyző              | Idő         | Hely                 |
| Vivian Cheruiyot (KEN) | 31:41,31    | Peking, 2015         |

## Menetrend
| Futam | Időpont             |
| ----- | ------------------- |
| Döntő | augusztus 5., 21:10 |

## Eredmények
- WR – világrekord
- CR – világbajnoki rekord
- AR – kontinens rekord
- NR – országos rekord
- PB – egyéni rekord
- WL – az adott évben aktuálisan a világ legjobb eredménye
- SB – az adott évben aktuálisan az egyéni legjobb eredmény

### Döntő
| Döntő    | Döntő                    | Döntő            | Döntő    | Döntő |
| Helyezés | Versenyző                | Ország           | Idő      | Mj    |
| -------- | ------------------------ | ---------------- | -------- | ----- |
|          | Almaz Ayana              | Etiópia          | 30:16,32 | WL    |
|          | Tirunesh Dibaba          | Etiópia          | 31:02,69 | SB    |
|          | Agnes Jebet Tirop        | Kenya            | 31:03,50 | PB    |
| 4.       | Alice Aprot Nawowuna     | Kenya            | 31:11,86 | SB    |
| 5.       | Susan Krumins            | Hollandia        | 31:20,24 | PB    |
| 6.       | Emily Infeld             | Egyesült Államok | 31:20,45 | PB    |
| 7.       | Irene Chepet Cheptai     | Kenya            | 31:21,11 | SB    |
| 8.       | Molly Huddle             | Egyesült Államok | 31:24,78 |       |
| 9.       | Emily Sisson             | Egyesült Államok | 31:26,36 |       |
| 10.      | Szuzuki Ajuko            | Japán            | 31:27,30 | SB    |
| 11.      | Yasemin Can              | Törökország      | 31:35,48 |       |
| 12.      | Shitaye Eshete           | Bahrein          | 31:38,66 | SB    |
| 13.      | Mercyline Chalangat      | Uganda           | 31:40,48 | PB    |
| 14.      | Dera Dida                | Etiópia          | 31:51,75 |       |
| 15.      | Desi Mokonin             | Bahrein          | 31:55,34 |       |
| 16.      | Natasha Wodak            | Kanada           | 31:55,47 | SB    |
| 17.      | Darija Maszlova          | Kirgizisztán     | 31:57,23 | SB    |
| 18.      | Szitora Hamidova         | Üzbegisztán      | 31:57,42 | NR    |
| 19.      | Macuda Mizuki            | Japán            | 31:59,54 |       |
| 20.      | Rachel Cliff             | Kanada           | 32:00,03 | PB    |
| 21.      | Beth Potter              | Nagy-Britannia   | 32:15,88 |       |
| 22.      | Eloise Wellings          | Ausztrália       | 32:26,31 | SB    |
| 23.      | Failuna Abdi Matanga     | Tanzánia         | 32:29,97 |       |
| 24.      | Uehara Mijuki            | Japán            | 32:31:58 |       |
| 25.      | Salome Nyirarukundo      | Ruanda           | 32:45,95 | SB    |
| 26.      | Madeline Hills           | Ausztrália       | 32:48,57 |       |
| 27.      | Charlotte Taylor         | Nagy-Britannia   | 32:51,33 |       |
| 28.      | Carla Salomé Rocha       | Portugália       | 32:52,73 |       |
| 29.      | Margarita Hernández      | Mexikó           | 33:06,53 |       |
| 30.      | Camille Buscomb          | Ausztrália       | 33:07,53 |       |
| 31.      | Carmen Patricia Martínez | Paraguay         | 33:18,22 | NR    |
| Ki       | Sarah Lahti              | Svédország       | Kiesett  |       |
| Ki       | Jess Martin              | Nagy-Britannia   | Kiesett  |       |